# Batyle knowltoni
Batyle knowltoni là một loài bọ cánh cứng trong họ Cerambycidae.